# Hårfliksmossa
Hårfliksmossa (Blepharostoma trichophyllum) är en bladmossart som först beskrevs av Carl von Linné, och fick sitt nu gällande namn av Barthélemy Charles Joseph Dumortier. Hårfliksmossa ingår i släktet Blepharostoma och familjen Pseudolepicoleaceae. Arten är reproducerande i Sverige. Inga underarter finns listade i Catalogue of Life.

## Bildgalleri

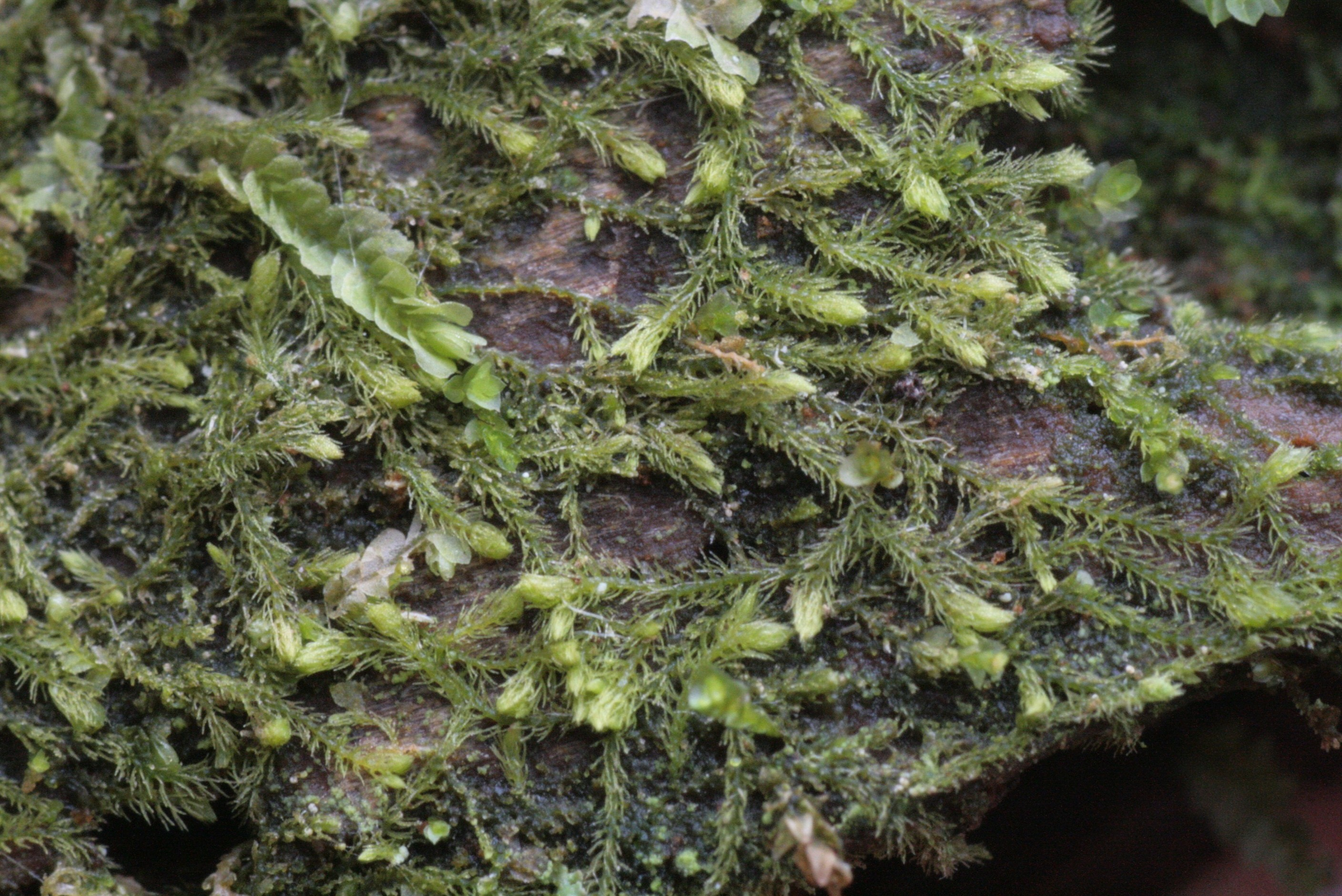
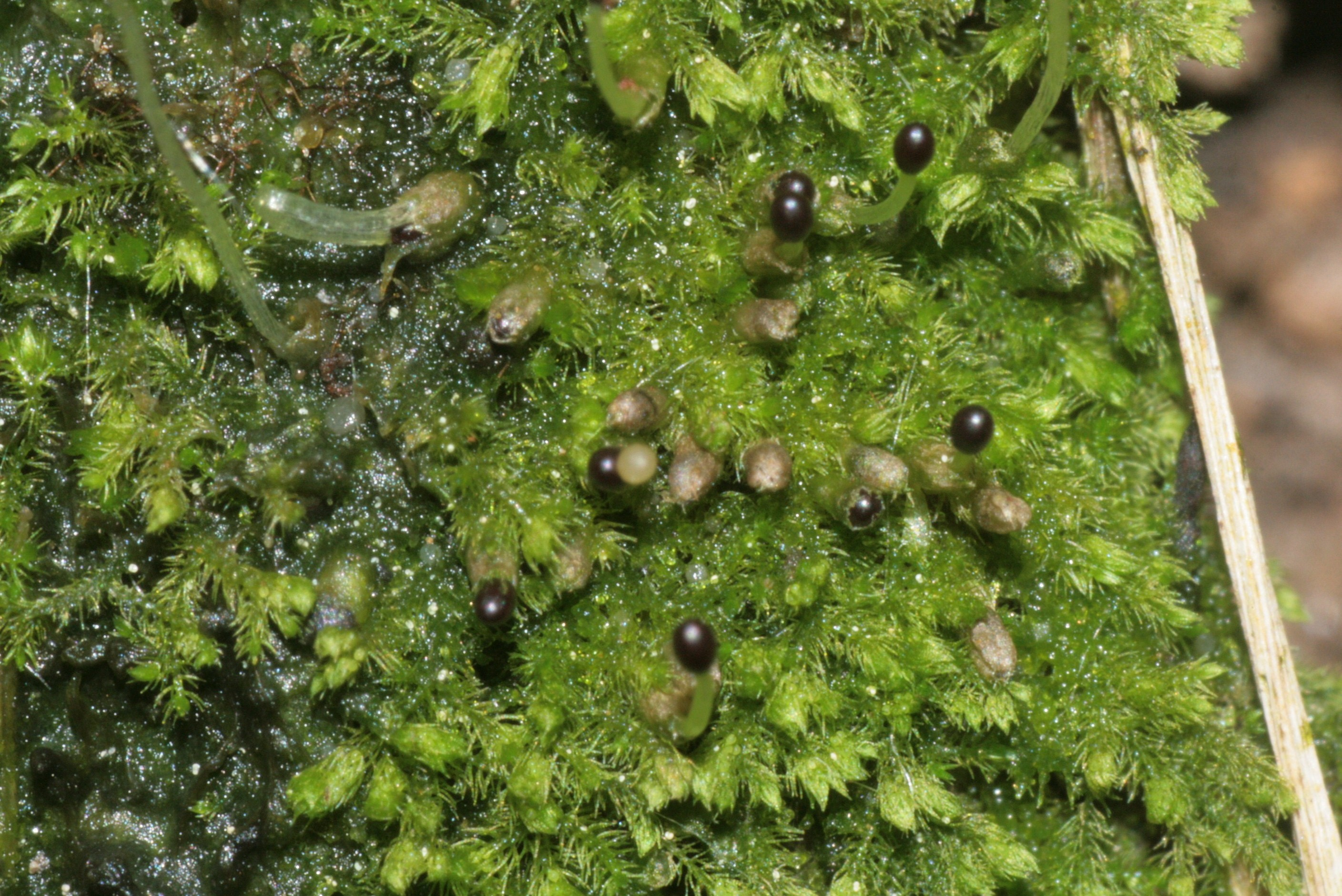
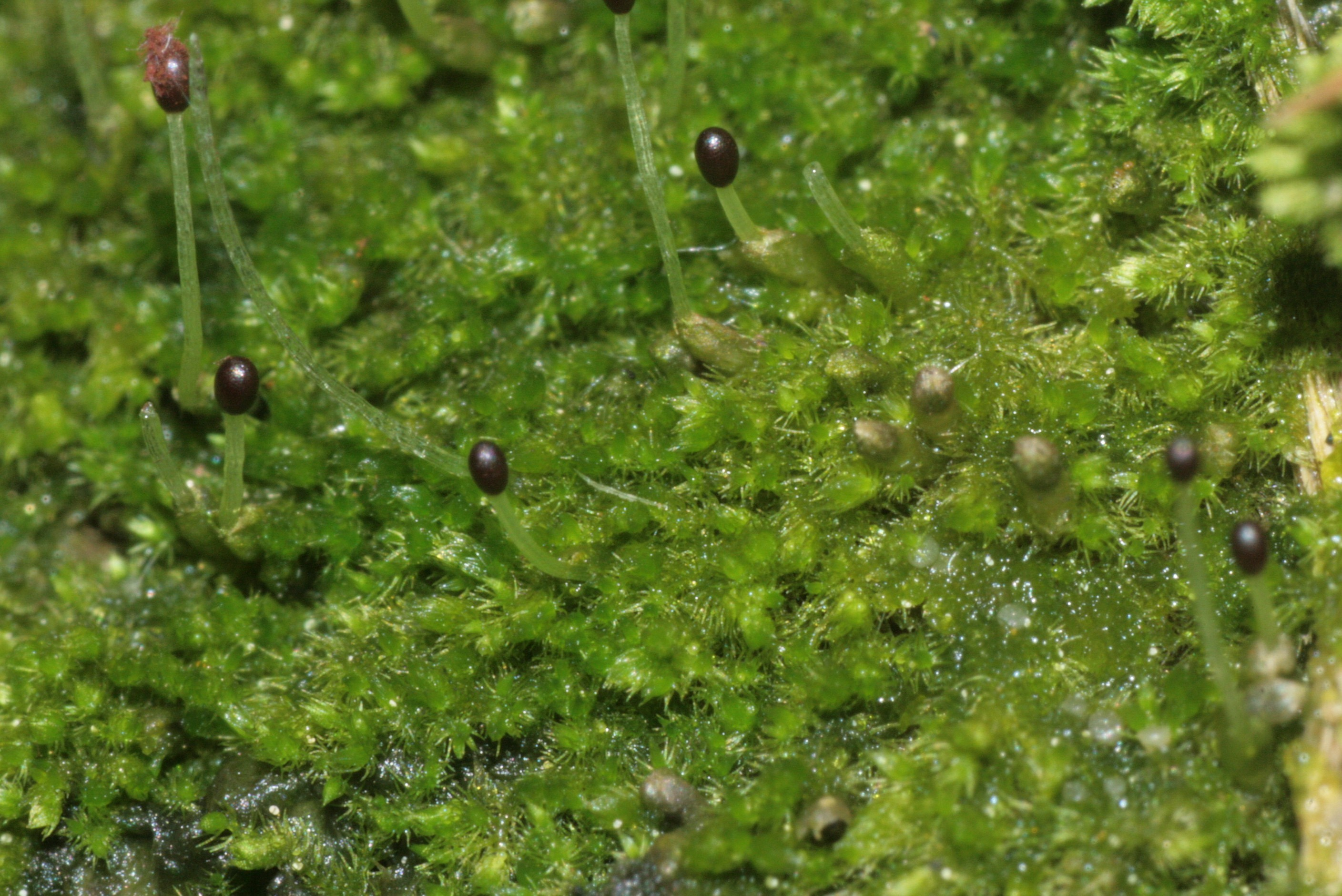
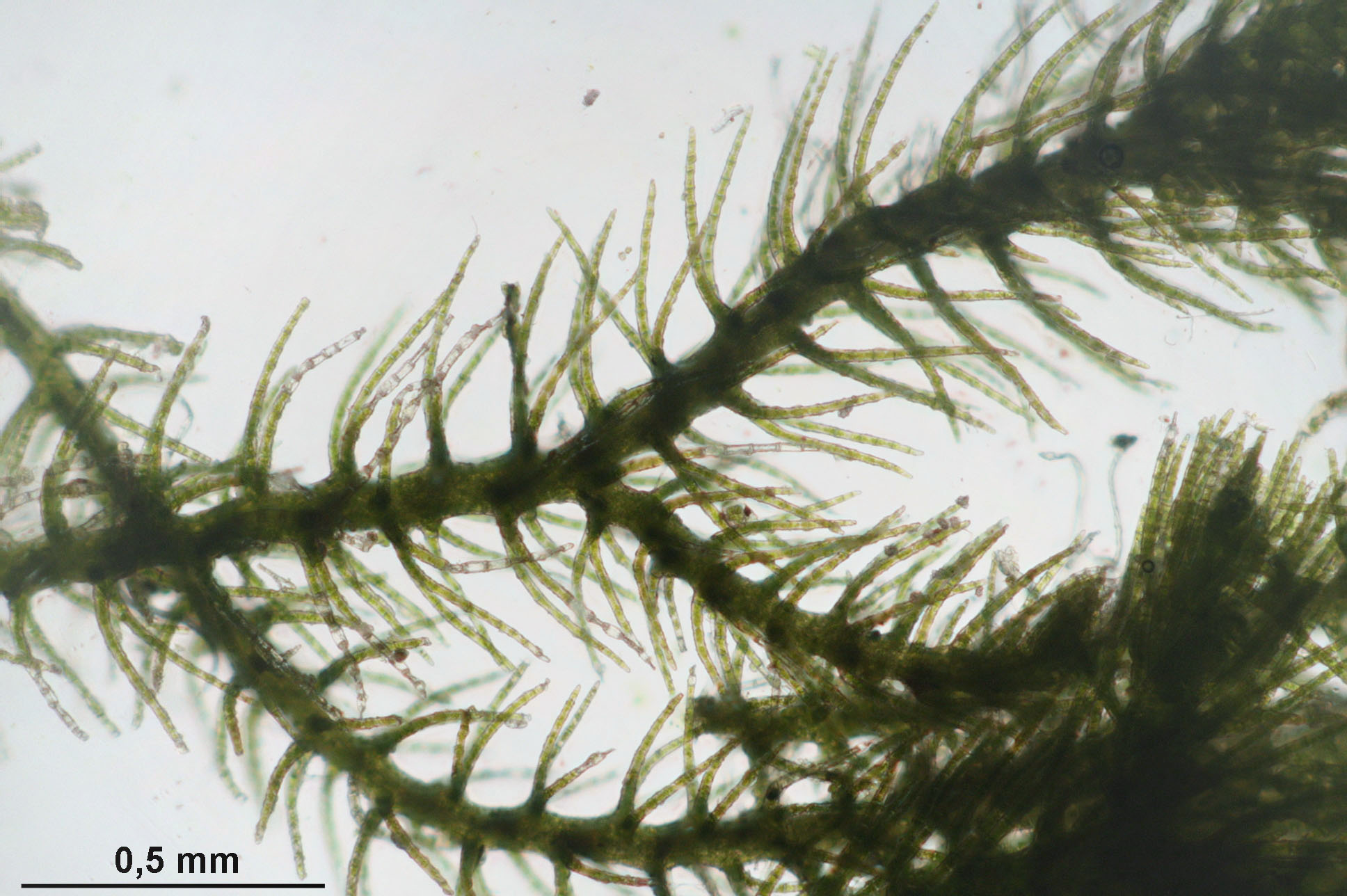
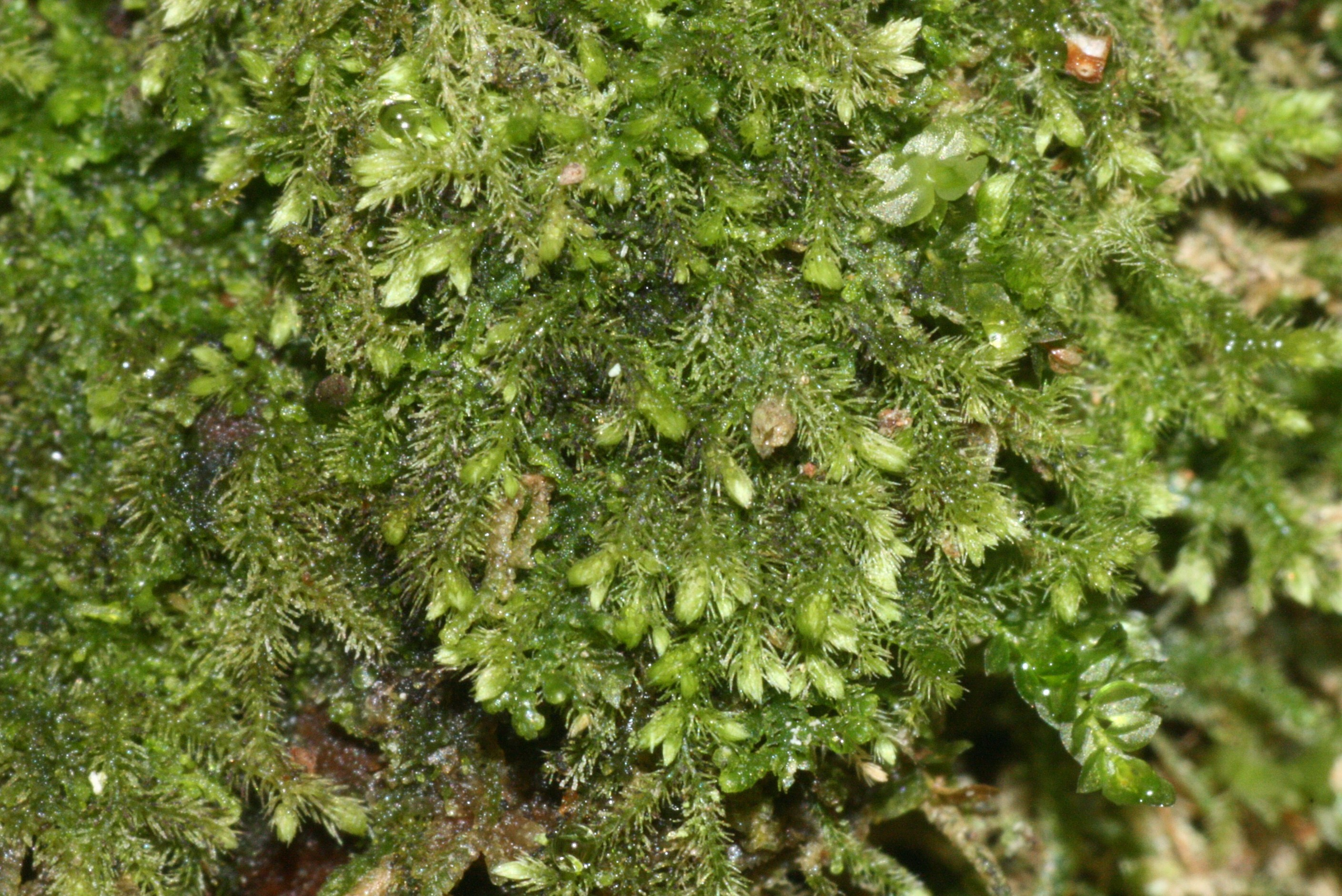
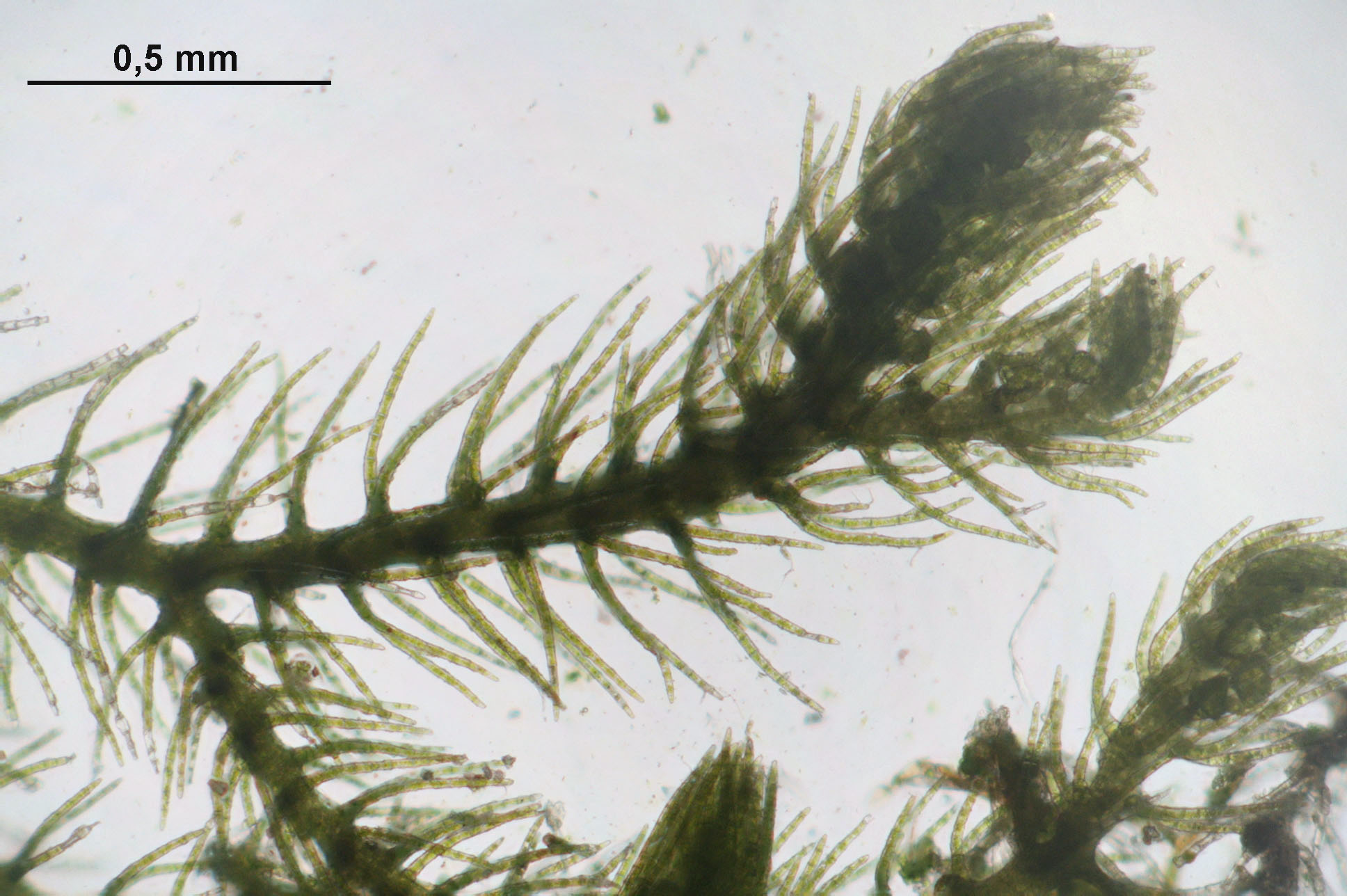